# Daniel Greysolon
Daniel Greysolon, sieur [señor] du Lhut (ca. 1639 - 25 de febrero de 1710) fue un militar y explorador francés, recordado por ser el primer europeo conocido que visitó la región de las cabeceras del río Misisipi cerca de Grand Rapids, una zona en la que se fundó la actual ciudad de Duluth, en el estado de Minnesota (Estados Unidos). Su nombre se ha transcrito en inglés como «Duluth», y es el homónimo de la ya mencionada Duluth en Minnesota, así como Duluth, Georgia. Daniel Greysolon firmaba «Dulhut» en los manuscritos que han sobrevivido.

### Primeros años
Greysolon nació en Saint-Germain-Laval, entre Saint-Etienne y Clermont-Ferrand, Francia, y se embarcó para la Nueva Francia por primera vez en 1674.

### Exploración
En setiembre de 1678, Greysolon dejó Montreal para viajar al lago Superior, pasando el invierno cerca de la actual Sault Sainte Marie y alcanzando el extremo occidental del lago en el otoño del año siguiente, en el que concluyó las negociaciones de paz entre las naciones saulteur y sioux. Atraído por las historias nativas sobre el mar Occidental o mar Vermilion (Vermilion Sea) (probablemente el Gran Lago Salado en el actual estado de Utah), Greysolon alcanzó el río Misisipí a través del río Saint Croix en 1680 y luego se dirigió de nuevo a Fort de Buade, donde se enteró de que los comerciantes de Quebec, celosos, y el intendente Jacques Duchesneau de la Doussinière et d'Ambault lo estaban calumniando. Se vio obligado a regresar a Montreal y luego a Francia en 1681 para defenderse de las falsas acusaciones de traición a la patria, regresando al año siguiente.
Posteriormente estableció puestos comerciales de piel para promover los intereses franceses en el lago Nipigon y en Fort Caministigoyan en la desembocadura del río Kaministiquia en el Lago Superior, el sitio de la ciudad de Thunder Bay, Ontario, probablemente 1684-1685, no en 1679 como muchas fuentes indican, y al Fort St. Joseph (Port Huron) entre el lago Erie y el lago Hurón, que fue guarnecida, con 50 hombres.
Greysolon murió de gota en Montreal del 25 de febrero de 1710 y fue enterrado en la iglesia de los Recoletos.

## Reconocimientos
Montreal le ha dedicado una calle, la avenida de Duluth (Avenue Duluth situada en el barrio "The Plateau" (conocido como Le Plateau-Mont Royal ). La avenida se hizo muy popular entre residentes y turistas después de ser rediseñada a principios de 1980 para ser más amigable para los peatones, con aceras agradablemente diseñadas, muchos árboles y jardineras. Se dice que fue el modelo de las calles de Woonerf en los Países Bajos y Bélgica, donde los peatones y ciclistas tienen prioridad sobre los automóviles, que tienen un límite de velocidad reducido.